# Malcolm Cooper
'Malcolm Cooper, född 20 december 1947 i Camberley, död 9 juni 2001 i Eastergate, var en brittisk sportskytt.
Cooper blev olympisk guldrmedaljör i gevär vid sommarspelen 1984 i Los Angeles.